# Ozyptila fusca
Ozyptila fusca là một loài nhện trong họ Thomisidae.
Loài này thuộc chi Ozyptila. Ozyptila fusca được miêu tả năm 1861 bởi Grube.